# Episodi di Danny Phantom (seconda stagione)
La seconda stagione della serie animata Danny Phantom, composta da 20 episodi, è stata trasmessa negli Stati Uniti, da Nickelodeon, dal 24 giugno 2005 al 9 giugno 2006.
| nº | Titolo originale            | Titolo italiano                | Prima TV USA      |
| -- | --------------------------- | ------------------------------ | ----------------- |
| 1  | Memory Blank                | Esprimi un desiderio           | 24 giugno 2005    |
| 2  | Doctor's Disorders          | Problemi medici                | 15 luglio 2005    |
| 3  | Pirate Radio                | Radio pirata                   | 22 luglio 2005    |
| 4  | Reign Storm (Part 1)        | Regno di tempesta (Parte 1)    | 29 luglio 2005    |
| 5  | Reign Storm (Part 2)        | Regno di tempesta (Parte 2)    | 29 luglio 2005    |
| 6  | Identity Crisis             | Crisi d'identità               | 23 settembre 2005 |
| 7  | The Fenton Menace           | Minaccia Fenton                | 7 ottobre 2005    |
| 8  | The Ultimate Enemy (Part 1) | Il signore del tempo (Parte 1) | 16 settembre 2005 |
| 9  | The Ultimate Enemy (Part 2) | Il signore del tempo (Parte 2) | 16 settembre 2005 |
| 10 | The Fright Before Christmas | Il poema natalizio             | 6 dicembre 2005   |
| 11 | Secret Weapons              | Armi segrete                   | 9 dicembre 2005   |
| 12 | Flirting With Disaster      | Un amore impossibile           | 13 gennaio 2006   |
| 13 | Micro Management            | Il test di idoneità fisica     | 27 gennaio 2006   |
| 14 | Beauty Marked               | Miss Principessina felice      | 24 febbraio 2006  |
| 15 | King Tuck                   | Tucker il faraone              | 17 marzo 2006     |
| 16 | Masters of All Time         | Il Signore di tutti i tempi    | 24 marzo 2006     |
| 17 | Kindred Spirits             | Spiriti affini                 | 7 aprile 2006     |
| 18 | Double Cross My Heart       | Doppio gioco                   | 5 maggio 2006     |
| 19 | Reality Trip (Part 1)       | Viaggio nella realtà (Parte 1) | 9 giugno 2006     |
| 20 | Reality Trip (Part 2)       | Viaggio nella realtà (Parte 2) | 9 giugno 2006     |

## Esprimi un desiderio
- Titolo originale: Memory Blank
- Diretto da: Ken Bruce, Butch Hartman, Gary Conrad
- Scritto da: Steve Marmel

### Trama
Il fantasma Desiree ha il potere di esaudire i desideri!

## Problemi medici
- Titolo originale: Doctor's Disorders
- Diretto da: Wincat Alcala, Butch Hartman, Kevin Petrilak
- Scritto da: Sib Ventress

### Trama
Un insetto fantasma gigante attacca il sig. Falluca.

## Radio pirata
- Titolo originale: Pirate Radio
- Diretto da: Wincat Alcala, Butch Hartman
- Scritto da: Marty Isenberg

### Trama
Gli adulti della città sono presi da una melodia che viene trasmessa a ogni ora alla radio.

## Regno di tempesta (Parte 1)
- Titolo originale: Reign Storm (Part 1)
- Diretto da: Wincat Alcala, Butch Hartman
- Scritto da: Steve Marmel

### Trama
Vlad Plasmius si trova nel castello di Lord Pariah, re di tutti i fantasmi, da tempo addormentato.

## Regno di tempesta (Parte 2)
- Titolo originale: Reign Storm (Part 2)
- Diretto da: Wincat Alcala, Butch Hartman
- Scritto da: Steve Marmel

### Trama
La città di Amity Park, sotto la cupola creata dalla spada di Fright Knight, è isolata dal mondo reale.

## Crisi d'identità
- Titolo originale: Identity Crisis
- Diretto da: Wincat Alcala, Butch Hartman
- Scritto da: Marty Isenberg

### Trama
Nel tentativo di liberare spazio sul suo computer, Danny libera Technus, un criminale che aveva imprigionato in un videogioco.

## Minaccia Fenton
- Titolo originale: The Fenton Menace
- Diretto da: Wincat Alcala, Butch Hartman
- Scritto da: Steve Marmel, Marty Isenberg, Sib Ventress

### Trama
Agli occhi dei suoi familiari, Danny comincia a dare qualche segno di squilibrio.

## Il signore del tempo (Parte 1)
- Titolo originale: The Ultimate Enemy (Part 1)
- Diretto da: Butch Hartman,Wincat Alcala
- Scritto da: Marty Isenberg

### Trama
Clockwork, il Signore del tempo, osservando il futuro si accorge che Danny da grande sarà un potentissimo e crudele fantasma!.

## Il signore del tempo (Parte 2)
- Titolo originale: The Ultimate Enemy (Part 2)
- Diretto da: Butch Hartman,Wincat Alcala
- Scritto da: Marty Isenberg

### Trama
La famiglia Fenton parte al gran completo alla volta del misterioso castello di Vlad Masters.

## Il poema natalizio
- Titolo originale: The Fright Before Christmas
- Diretto da: Wincat Alcala, Butch Hartman
- Scritto da: Steve Marmel, Marty Isenberg, Sib Ventress

### Trama
Danny non sopporta il Natale e, per sfuggirne, scappa nella zona fantasma dove, involontariamente, distrugge l'unica copia del poema natalizio.

## Armi segrete
- Titolo originale: Secret Weapons
- Diretto da: Wincat Alcala, Butch Hartman
- Scritto da: Marty Isenberg

### Trama
Dopo aver scoperto il segreto di Danny, Jazz si è messa in testa di volerlo aiutare, ma in realtà non fa che procurargli guai.

## Un amore impossibile
- Titolo originale: Flirting With Disaster
- Diretto da: Wincat Alcala, Butch Hartman
- Scritto da: Steve Marmel

### Trama
Durante la visita della classe di Danny ai laboratori Axion, Technus si introduce nel computer centrale dei laboratori.

## Il test di idoneità fisica
- Titolo originale: Micro Management
- Diretto da: Wincat Alcala, Butch Hartman
- Scritto da: Matt Wayne, Steve Marmel

### Trama
Per superare il test di idoneità fisica Danny e Tucker vengono affiancati da due preparatori atletici.

## Miss Principessina felice
- Titolo originale: Beauty Marked
- Diretto da: Wincat Alcala, Butch Hartman
- Scritto da: Marty Isenberg

### Trama
Nel liceo Casper viene indetto un concorso di bellezza per eleggere "miss principessina felice" e come giudice viene designato proprio Danny!

## Tucker il faraone
- Titolo originale: King Tuck
- Diretto da: Wincat Alcala, Butch Hartman
- Scritto da: Sib Ventress

### Trama
Tucker si candida alle elezioni per il presidente del consiglio studentesco, ma nessuno ascolta le sue proposte.

## Il Signore di tutti i tempi
- Titolo originale: Masters of All Time
- Diretto da: Butch Hartman, Wincat Alcala
- Scritto da: Marty Isenberg

### Trama
Vlad ha una ricaduta della terribile ecto-acne, che aveva contratto in seguito al vecchio incidente che gli aveva fatto guadagnare anche i suoi poteri.

## Spiriti affini
- Titolo originale: Kindred Spirits
- Diretto da: Butch Hartman, Gary Conrad
- Scritto da: Steve Marmel, Sib Ventress

### Trama
Vlad Master da mesi sta cercando di creare un clone di Danny Phantom per poter avere un figlio metà fantasma, sconfiggere l'odiato Jack Fenton e magari conquistare il cuore di Maddie.

## Doppio gioco
- Titolo originale: Double Cross My Heart
- Diretto da: Butch Hartman, Gary Conrad
- Scritto da: Sib Ventress

### Trama
Alla Casper High arriva in visita da Amburgo Gregor, un nuovo studente, che fa una corte serrata a Sam.

## Viaggio nella realtà
- Titolo originale: Reality Trip
- Diretto da: Wincat Alcala,Butch Hartman,Gary Conrad
- Scritto da: Steve Marmel,Marty Isenberg,Sib Ventress

### Trama
Freakshow, entrato in possesso di un'arma segreta, il guanto-realtà, riesce a fuggire dal carcere. Danny e i suoi amici, al termine di mirabolanti avventure in giro per l'America, riescono ad entrare in possesso delle tre gemme.